# Dorfkirche Kleptow

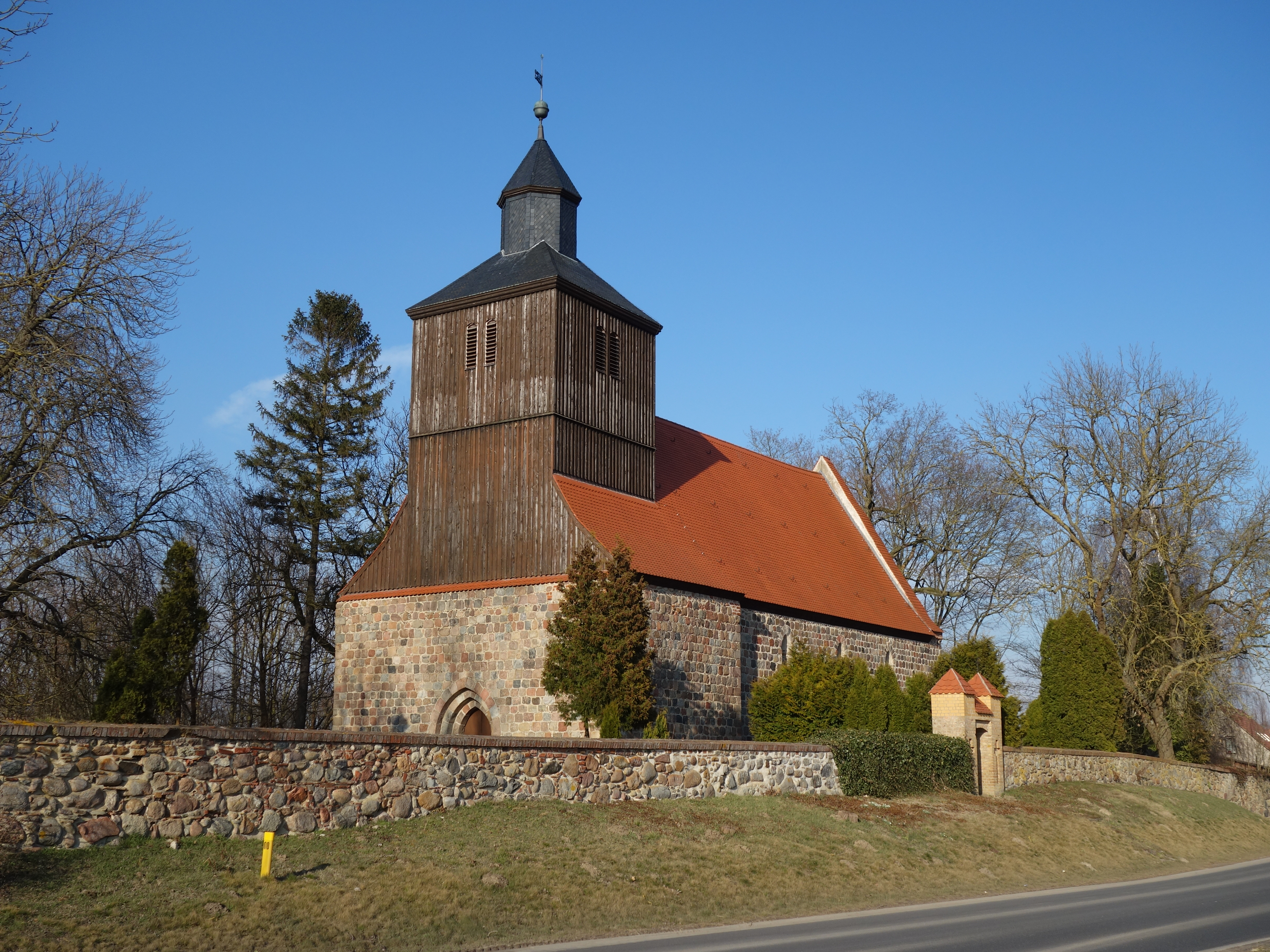
Dorfkirche Kleptow, Südwestansicht

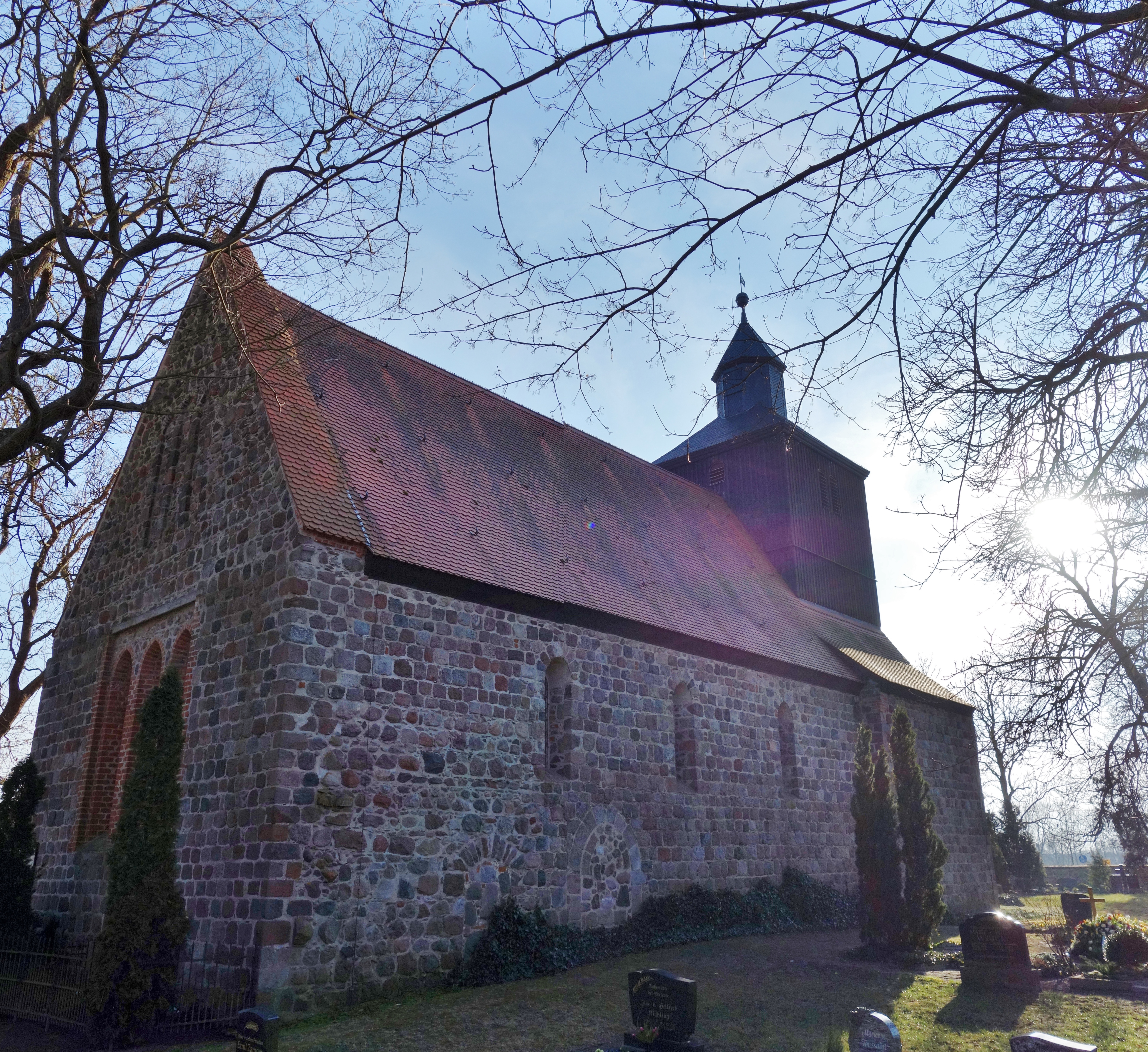
Dorfkirche Kleptow, Nordostansicht

Die evangelische Dorfkirche Kleptow ist eine frühgotische Saalkirche im Ortsteil Kleptow von Schenkenberg im Landkreis Uckermark in Brandenburg. Sie gehört zum Pfarrsprengel Schönfeld im Kirchenkreis Uckermark der Evangelischen Kirche Berlin-Brandenburg-schlesische Oberlausitz.

## Geschichte und Architektur
Die stattliche Saalkirche aus Feldstein mit breiterem Westturm wurde in der zweiten Hälfte des 13. Jahrhunderts erbaut. Der verbretterte quadratische Turmaufsatz mit Laterne und Haube stammt aus der Mitte des 18. Jahrhunderts. 
Gestufte Spitzbogenportale erschließen das Bauwerk von Westen und Süden. Das Innere wird durch Lanzettfenster erhellt, die im 18. Jahrhundert mit Putzrahmen und betontem Keilstein versehen wurden, im Osten ist eine Dreifenstergruppe in rechteckiger, ehemals verputzter Backsteinblende vom Beginn des 19. Jahrhunderts angeordnet, im Giebel drei Lanzettblenden. Das Innere wird durch eine Balkendecke abgeschlossen. Der große Spitzbogen zum Turm wurde teilweise zugesetzt.
In der Kirchhofsmauer ist ein Backsteinportal mit breiter Rundbogenöffnung aus dem 18. Jahrhundert eingebaut. 
Nach umfangreichen Erneuerungsarbeiten in den Jahren 1998/99 wurde die Kirche im Jahr 2000 wieder eingeweiht.

## Ausstattung
Das Hauptstück der Ausstattung ist ein hölzerner Altaraufsatz vom Anfang des 17. Jahrhunderts mit reichem Beschlagwerkdekor. Er besteht aus einem säulengegliederten Aufbau mit durchbrochenem Dreiecksgiebel, einer Abendmahlsdarstellung in der Predella und einem Kreuzigungsrelief im Hauptteil; in den von Ädikulä gerahmten seitlichen Nischen stehen Evangelistenskulpturen; der bekrönende Engel und das Kreuz wurden vermutlich zu Beginn des 19. Jahrhunderts geschaffen.
Die hölzerne Kanzel mit Schalldeckel ruht auf einer gewundenen Säule mit Weinlaub; an Korb und Aufgang sind Rundbogenblenden zwischen flachen Pilastern angebracht, das Ganze stammt aus der zweiten Hälfte des 18. Jahrhunderts, wie auch die Westempore, das Patronats- und Gemeindegestühl. Der Orgelprospekt stammt aus der Zeit um 1820. Die Orgel ist ein Werk von Georg Liedtcke aus dem Jahr 1886 mit drei Registern auf einem Manual mit angehängtem Pedal.
Ein Leuchter aus Zinn wurde 1843 angeschafft. Zwei Glocken aus Stahlguss wurden 1956 bei der Glockengießerei in Apolda gegossen. Die irreparable ehemalige Bronzeglocke aus der Zeit um 1300 befindet sich nun im Glockenmuseum in Apolda.